# Friars Point
Friars Point is een plaats (town) in de Amerikaanse staat Mississippi, en valt bestuurlijk gezien onder Coahoma County.

## Demografie
Bij de volkstelling in 2000 werd het aantal inwoners vastgesteld op 1480.
In 2006 is het aantal inwoners door het United States Census Bureau geschat op 1379, een daling van 101 (-6,8%).

## Geografie
Volgens het United States Census Bureau beslaat de plaats een oppervlakte van
2,9 km², geheel bestaande uit land. Friars Point ligt op ongeveer 53 m boven zeeniveau.

## Plaatsen in de nabije omgeving
De onderstaande figuur toont nabijgelegen plaatsen in een straal van 20 km rond Friars Point.

## Geboren
- Conway Twitty (1933-1993), countryzanger